# Bråvalla
Bråvalla är näset mellan sjön Glan och Bråviken i Bråbo härad, Östergötland (Norrköpings kommun). I norr begränsas Bråvalla mycket skarpt av Kvillingeförkastningen. 
Enligt en legend är detta platsen för slaget vid Bråvalla, men det är omtvistat om det verkligen stod här eller om slaget ens ägt rum.
1943 sattes Bråvalla flygflottilj (F 13) upp vid Sörby Gård. Flottiljen avvecklades under 1990-talet, men flygfältet finns kvar och benämns numera Norrköping-Bråvalla flygplats. Åren 2013–2017 genomfördes musikevenemanget Bråvalla festival på området av arrangören FKP Scorpio. Idag används en stor del av området för Bråvalla företagsområde, där bland annat Bråvallagymnasiet finns.

## Galleri

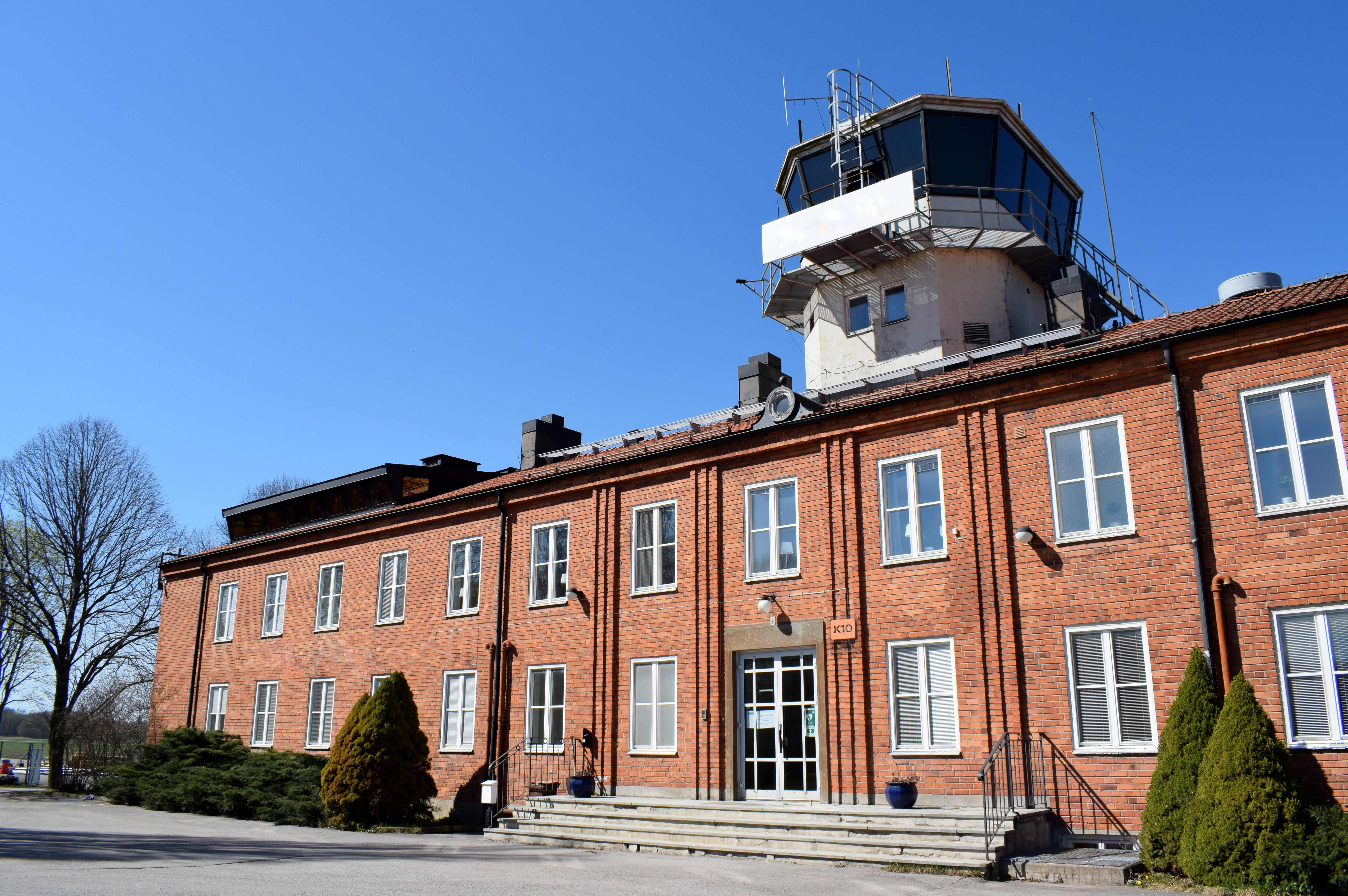
Flygfottiljens kanslihus, med trafikledartornet i bakgrunden.
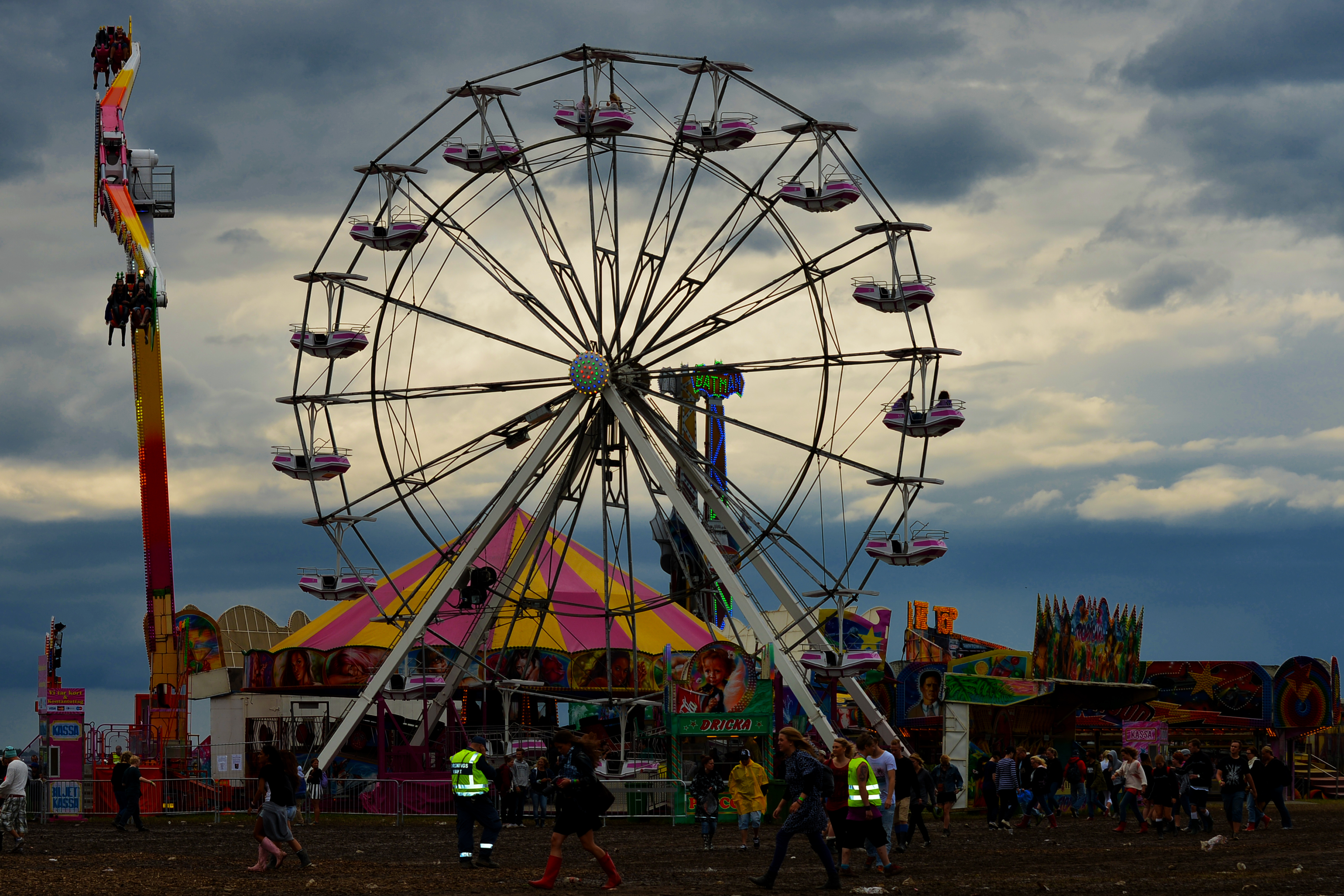
Pariserhjulet vid Bråvalla festival 2013
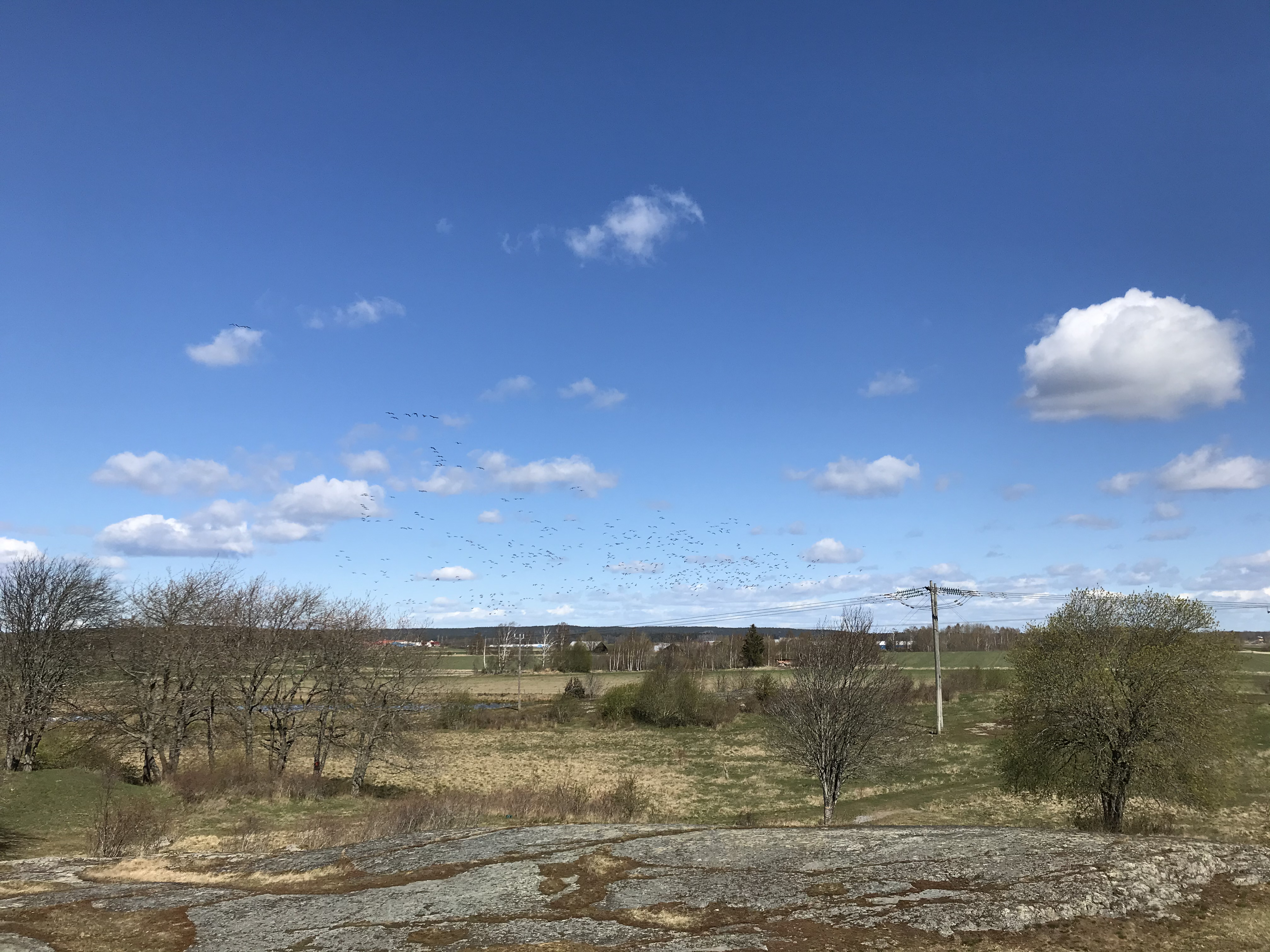
I området finns våta strandängar som lockar fågelsträck. Flera stora stenhällar är märkta av isräfflor och hällristningar.
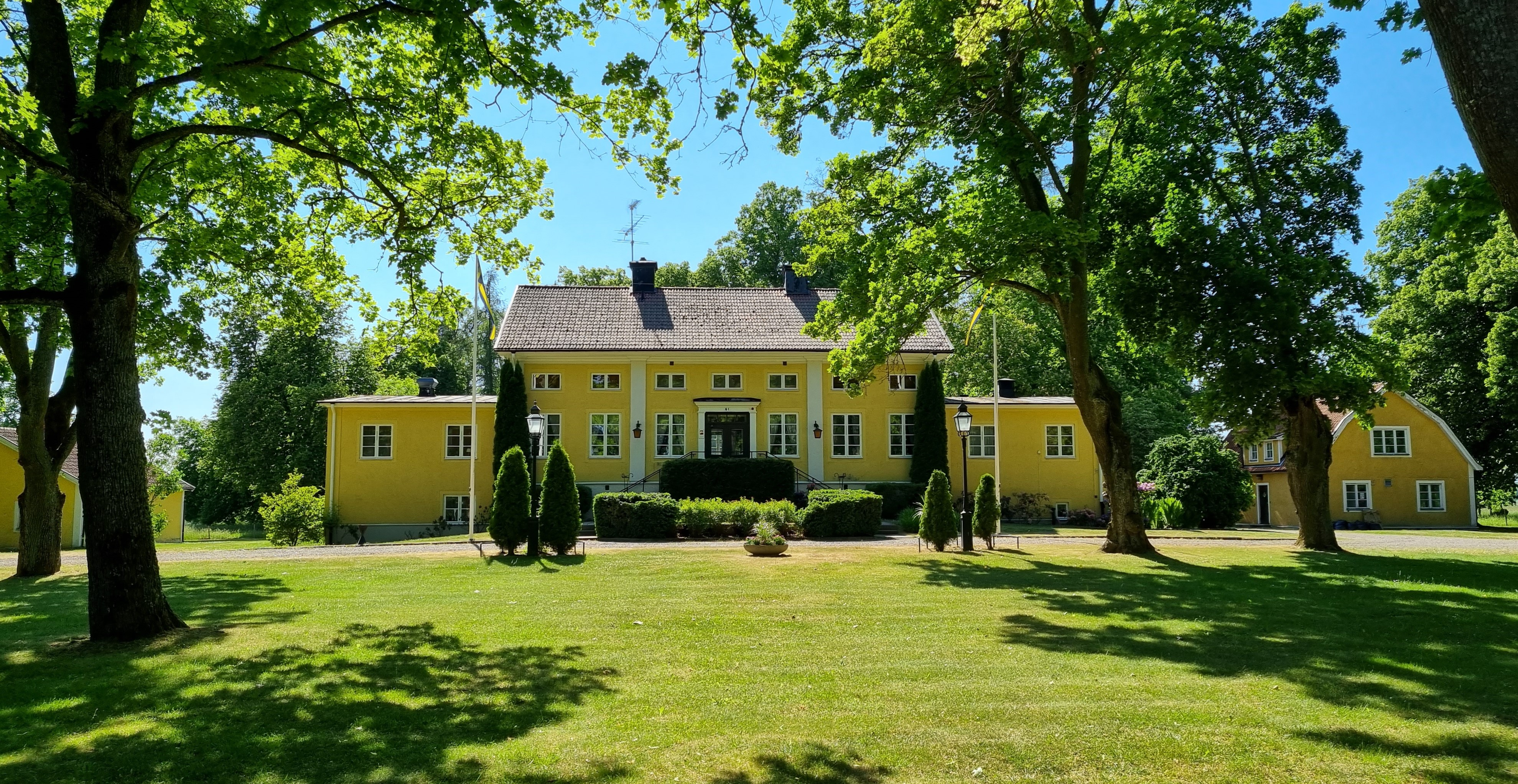
Sörby Herrgård är en av flera herrgårdar inom området; idag ingår herrgården i Bråvalla företagsområde.